# 戸谷駆
戸谷 駆（とたに かける、1999年10月31日 - ）は、日本の元子役である。
血液型O型。
日本工学院専門学校 音響芸術科を卒業

## 出演

### テレビドラマ
- 水曜シアター9 懸賞金〜目撃証言に三千万円を賭けた女〜（2010年3月3日、テレビ東京）
- ハガネの女（2010年5月21日 - 7月2日、テレビ朝日）海老田広 役
  - ハガネの女 season2 最終話（2011年6月16日、テレビ朝日）海老田広 役
- 絶対零度〜特殊犯罪潜入捜査〜 第4話（2011年8月2日、フジテレビ）三峰浩太 役

### CM
- アサヒ飲料 十六茶（2005年）
- アリコジャパン
- 日本マクドナルド ハッピーセット

### 映画
- スペースポリス（2004年10月16日）

### プロモーションビデオ
- POSSIBILITY『サヨナラ』（2010年、MASTERSIX FOUNDATION）